# Катастрофа A320 під Барселоннетом
У вівторок 24 березня 2015 року над муніципалітетом Пра-От-Блеон (департамент Альпи Верхнього Провансу, Франція) зазнав катастрофи Airbus A320-211 бюджетної авіакомпанії Germanwings із 144 пасажирами та 6 членами екіпажу на борту. Літак виконував рейс 9525 з Барселони в Дюссельдорф.
Літак був свідомо спрямований на скелі другим пілотом екіпажу Андреасом Любіцем, який страждав на психічний розлад.

## Літак
Airbus A320-211 (серійний номер 0147, бортовий — D-AIPX) здійснив свій перший політ у листопаді 1990 року і на момент катастрофи знаходився в експлуатації 24 роки. Двічі перебував в експлуатації в авіакомпанії Lufthansa.

## Катастрофа

Траєкторія польоту.

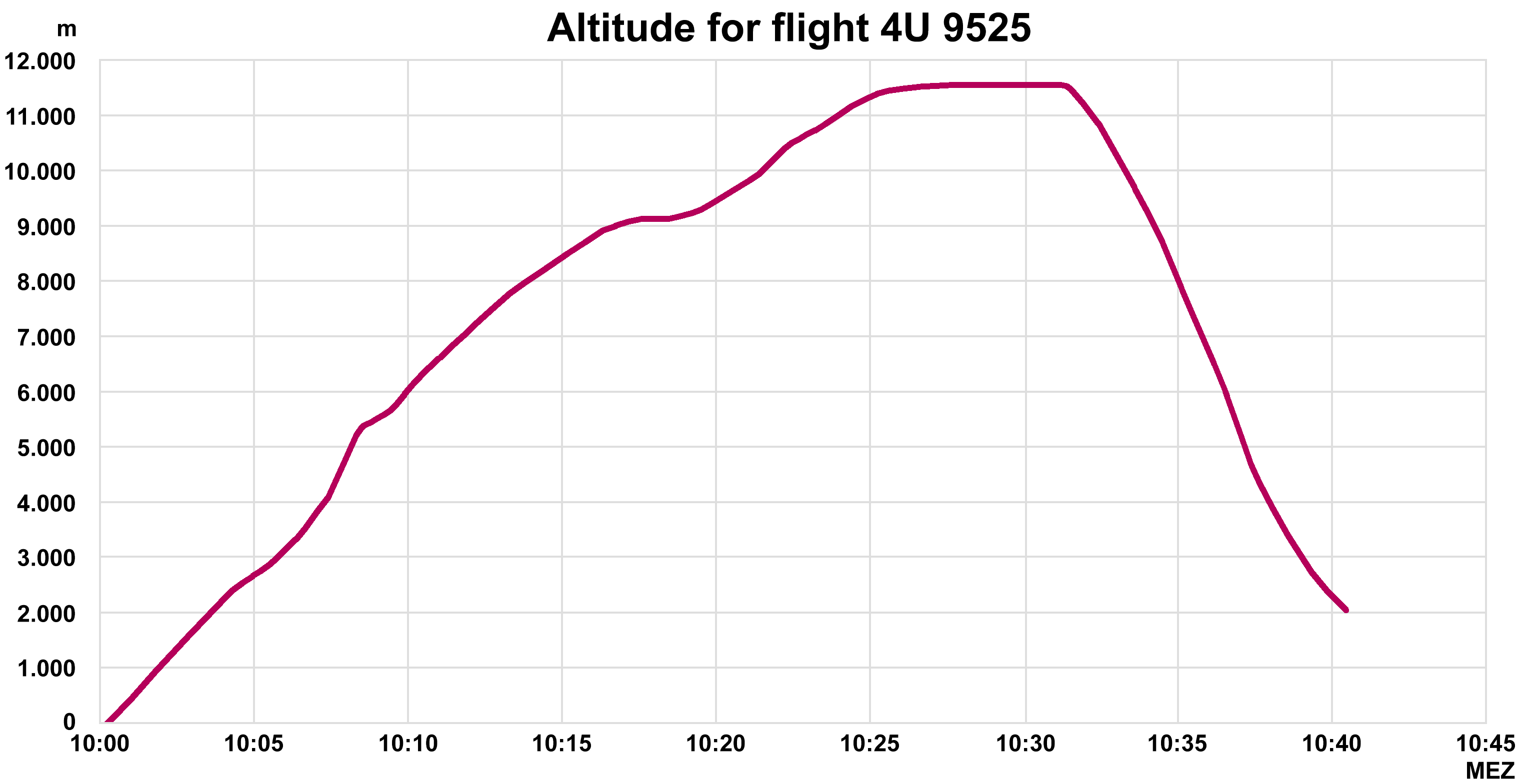
Графік висоти польоту.

Виліт рейсу з аеропорту Барселона — Ель-Прат планувався о 9:35 CET, однак літак вилетів лише о 10:01 і взяв курс на Дюссельдорф.
О 10:31 літак почав зниження прискореними темпами. О 10:41 він врізався в гірський масив на швидкості 800 км/г. Уламки літака було виявлено в гористій місцевості на висоті близько 2000 м  над рівнем моря на території муніципалітету Пра-От-Блеон, між містами Дінь-ле-Бен і Барселоннетт (департамент Альпи Верхнього Провансу, Франція).
З гелікоптера, який приземлився поруч з місцем аварії, підтвердили, що ніхто з пасажирів та членів екіпажу літака не вижив.
Ця катастрофа стала першою в історії авіакомпанії Germanwings.

## Загиблі
На борту літака були переважно громадяни Німеччини (67 осіб) та Іспанії (45 осіб), а також Британії, Голландії, Колумбії, Мексики, Данії, Бельгії, Ізраїлю, Австралії, Ірану, Венесуели та США.
Серед загиблих пасажирів літака були:
- двоє немовлят та 16 десятикласників з двома вчителями Гімназії імені Йозефа Кеніга міста Гальтерн-ам-Зее[1];
- німецький співак українського походження, бас-баритон Німецької опери на Рейні Брижак Олег та контральто цієї ж опери Марія Раднер[13].

## Слідчі дії
За інформацією прокурора Марселя Бріса Робена (фр. Brice Robin), слідчі, які розшифровують дані чорних скриньок, однією з попередніх версій розглядають можливість свідомого знищення повітряного судна 28-річним Андреасом Любіцем — другим пілотом літака німецької компанії Germanwings. Робен повідомив, що пілот був живим до моменту зіткнення з землею, але при цьому навмисно розпочав зниження та не впустив капітана всередину кабіни, незважаючи на спроби останнього вибити двері. Проти пілота порушено справу «про навмисне вбивство».
Пізніше прокурор Бріс Робен заявив, що причини авіакатастрофи, швидше за все, криються в психіатрії та ніщо не свідчить про те, що це був терористичний акт. Він зазначив, що пілот, з вини якого, ймовірно, сталася катастрофа, «хотів знищити літак», а не «мав бажання вбити людей»:
Прокуратура міста Дюссельдорф зробила ретельний обшук квартири Любіца та, спираючись на аналіз вмісту його планшета, дійшла висновку, що «за день до польоту другий пілот шукав в інтернеті інформацію про види та можливі шляхи вчинення самогубства. Він також цікавився інформацією про заходи безпеки та можливості блокування дверей кабіни пілотів».